# Gomya parvula
Gomya parvula is een keversoort uit de familie Endomychidae (Zwamkevers). De wetenschappelijke naam van de soort werd in 1983 gepubliceerd door Wolfgang H. Rücker.